# NGC 229
NGC 229 (ook wel PGC 2577, MCG 4-2-49 of ZWG 479.64) is een spiraalvormig sterrenstelsel in het sterrenbeeld Andromeda. 
NGC 229 werd op 10 oktober 1879 ontdekt door de Franse astronoom Édouard Jean-Marie Stephan.